# Centrocoris variegatus
Centrocoris variegatus ist eine Wanze aus der Familie der Randwanzen (Coreidae).

## Merkmale
Die hellbraun gefärbten Wanzen werden etwa 11 mm lang. An der Basis der beiden Fühler befinden sich seitlich Dorne. Der Halsschild ist an den Seiten leicht nach oben gewölbt. Am Hinterrand des Halsschilds befinden sich auf beiden Seiten drei Zähne.

## Vorkommen
Centrocoris variegatus kommt im gesamten Mittelmeerraum vor. Die Art ist auch im Mittleren Osten (Iran) vertreten.
In Nord-Kalifornien (San Francisco, Sacramento) wurde die Wanzenart eingeschleppt (erster Nachweis im Mai 2009). Die Art gilt dort als Schädling.

## Ähnliche Arten
Centrocoris spiniger ist eine sehr ähnliche Art, die gewöhnlich eine hellere Färbung besitzt. Ein Unterscheidungsmerkmal ist die Länge des Rüssels (Rostrum). Bei C. spiniger reicht dieser bis zum hinteren Körperende, bei C. variegatus lediglich bis zum mittleren Beinpaar.